# James Fraser (évêque)
Pour les articles homonymes, voir James Fraser.
James Fraser (18 août 1818 – 22 octobre 1885) est un évêque anglican réformiste de Manchester, en Angleterre. Administrateur sérieux et leader politique, il travaille à faire le lien entre l'église et l'éducation, la politique et la vie industrielle. Sa vision très œcuménique des choses en a fait un homme de foi respecté dans toutes les religions.